# Raigaste
Raigaste – wieś w Estonii, w prowincji Tartu, w gminie Rõngu.